# Grise de Murray
Pour les articles homonymes, voir Murray.
La grise de Murray (murray grey) est une race bovine australienne.

## Origine
Elle provient d'un croisement effectué en 1905 dans la propriété Thologolong de la famille Sunderland. 
Une vache shorthorn donnait systématiquement des veaux gris argent avec un taureau angus. Au départ gardés comme curiosité pour leur esthétique, les individus présentent assez de qualités pour que la propriété s'engage dans leur élevage à grande échelle dans les années 1940. En 1962, les élevages de la Grise de Murray sont au nombre de 50 et leurs propriétaires décident de créer une association d'éleveurs. Ils nomment leur race « murray grey » en référence au cours d'eau Murray qui passe près de la propriété des Sunderland.
Dans les années 1970, les individus de cette race gagnent régulièrement des concours de carcasse. Ils sont repérés par les Japonais qui en font une de leurs races favorites. 
 La race arrive en 1969 aux États-Unis et le livre généalogique est créé en 1976.

## Morphologie
Traditionnellement, la robe est gris argent, mais toute la gamme des gris est admise. Les muqueuses sont gris sombre. L'absence de cornes vient de la race angus. 
C'est une race de taille réduite à bonne corpulence. Les femelles pèsent entre 450 et 650 kg, les mâles entre 800 et 1100 kg.

## Aptitudes
C'est une race élevée exclusivement pour ses qualités bouchères: une viande savoureuse, fine et délicatement marbrée, et des carcasses à bon rendement (squelette fin). 
Les mères vèlent facilement grâce à la taille réduite des veaux, mais la qualité de leur lait leur donne une vitesse de croissance parmi les meilleures. Les animaux sont dociles et leur pelage de couleur claire leur permet de supporter un ensoleillement très important. La couleur sombre de la peau permet un faible taux de problèmes oculaires et de « coups de soleil ».

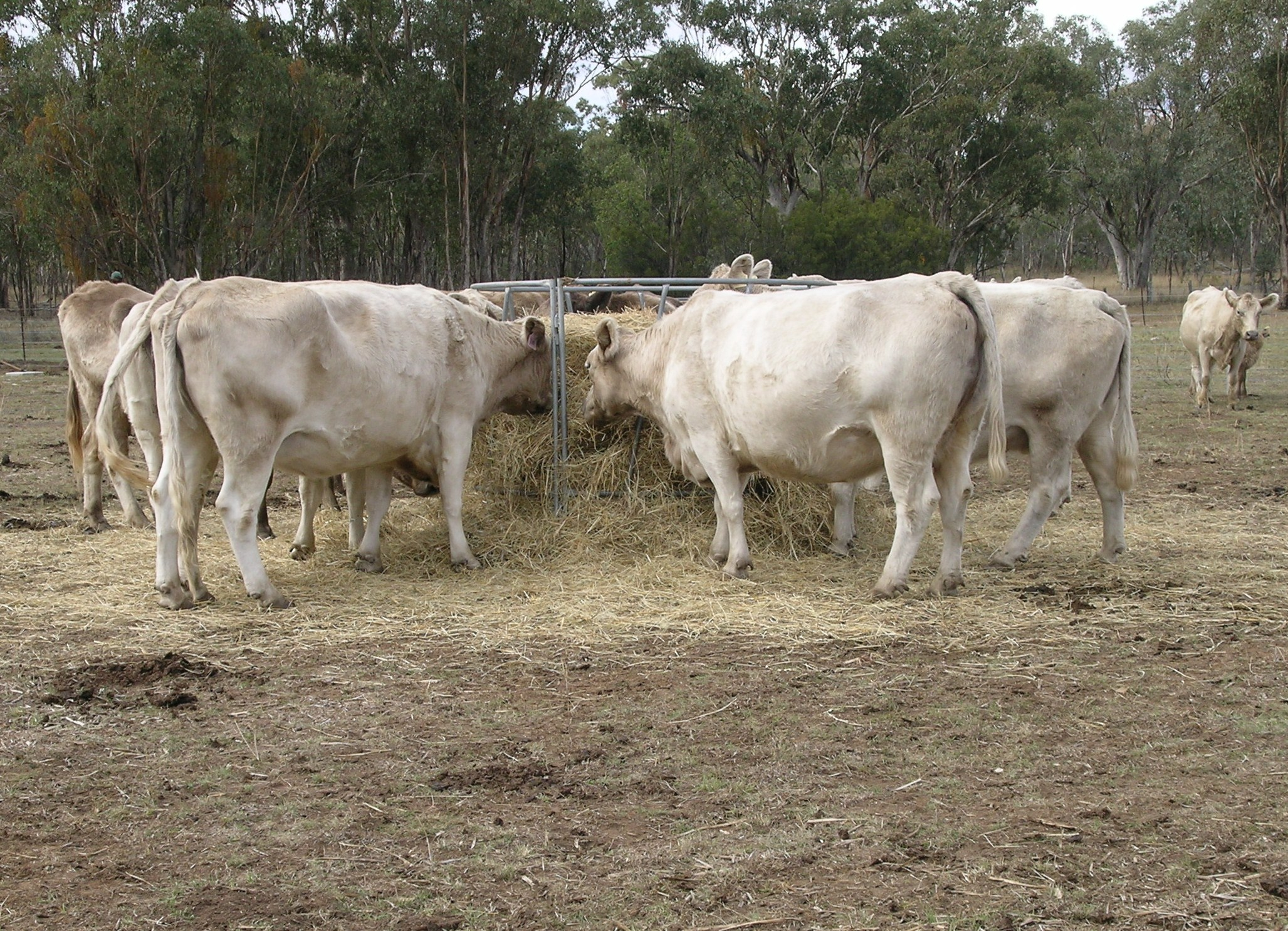
Troupeau complémenté durant une période sèche.
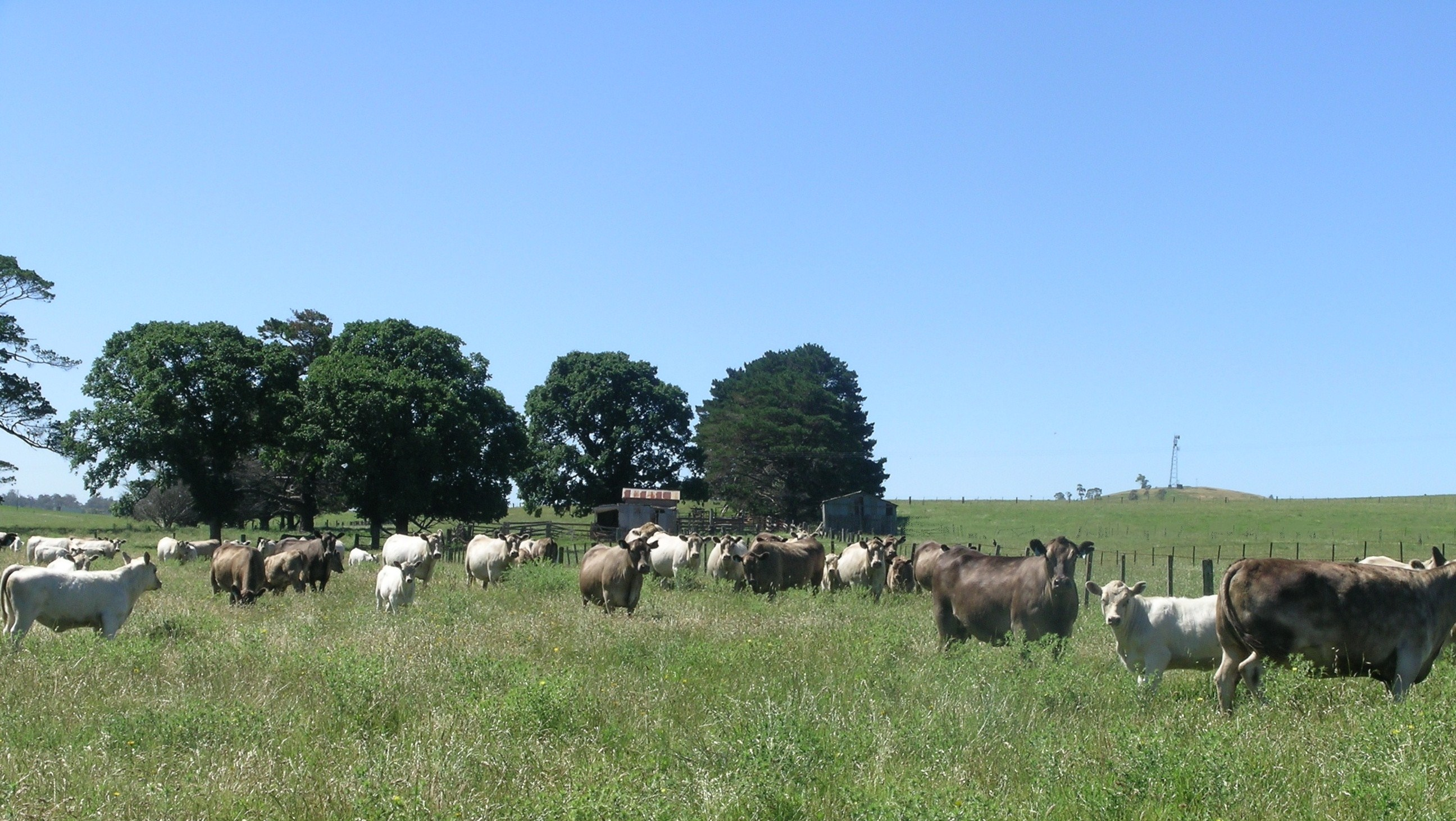
Troupeau présentant des nuances de gris.
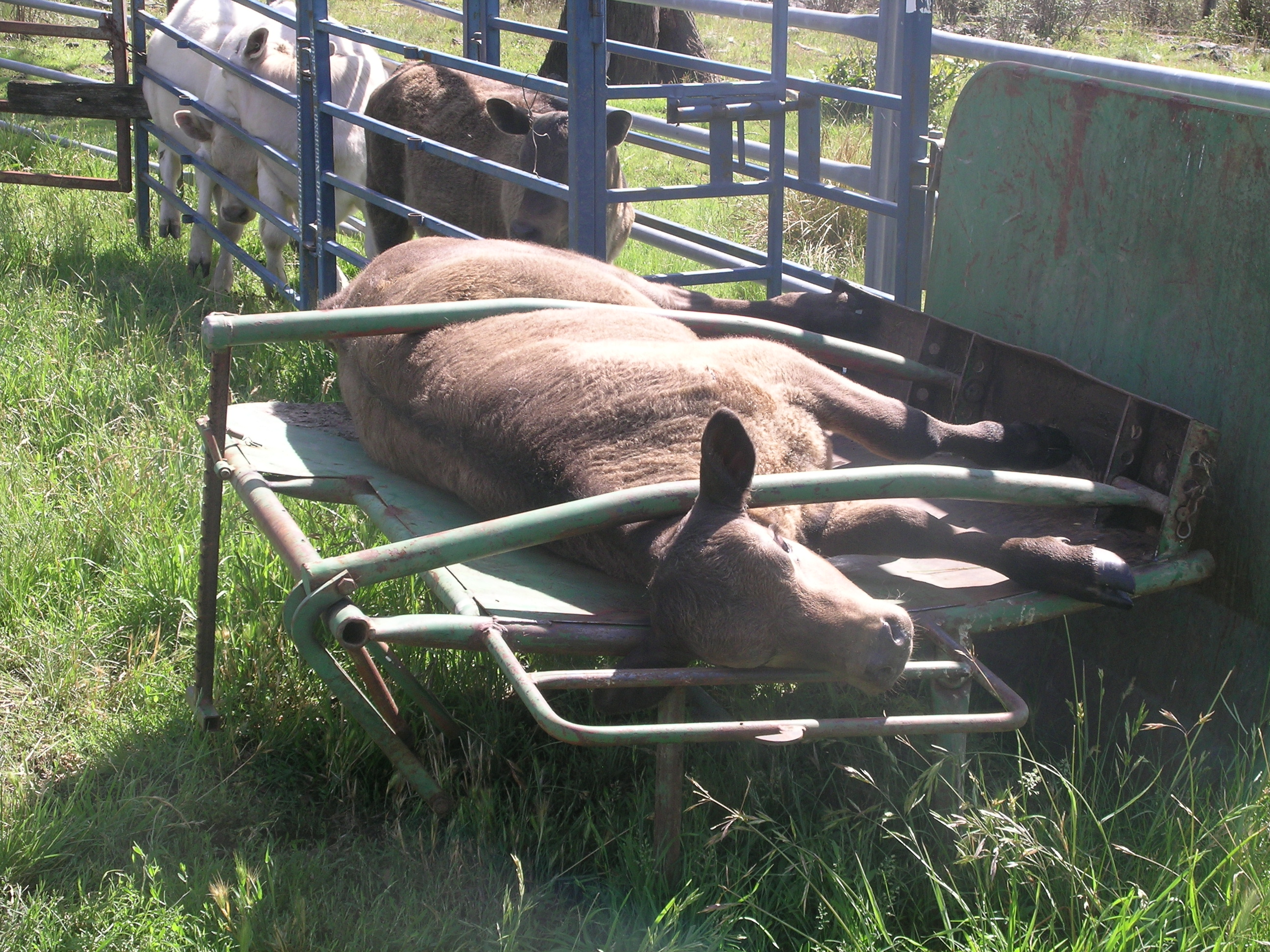
Taurillon immobilisé pour le marquage.